# Britta Gröndahl
Britta Gröndahl, född Maartman 8 mars 1914 i Eskilstuna i Södermanlands län, död 18 november 2002 i S:t Matteus församling i Stockholm, var en svensk författare, syndikalist och översättare.
Gröndahl var aktiv större delen av sitt liv i den svenska syndikalistiska rörelsen, och särskilt inom SAC. Hon har skrivit ett flertal för den svenska syndikalistiska rörelsen viktiga böcker, både inom det teoretiska området och rena biografier.

## Biografi
Britta Gröndahl var dotter till kamrer Hans Maartman och Dagmar Tideman samt brorsdotter till Elsa Beskow. År 1931 tog hon studentexamen på latinlinjen och ville egentligen därefter läsa statskunskap, men så blev inte fallet eftersom det inte ansågs lämpligt för en kvinna. Istället blev det fortsatta språkstudier. Efter några år träffade hon cellisten Gustav Gröndahl.
Gustav Gröndahl påverkade henne musikaliskt och de hade en gemensam umgängeskrets till stor del bestående av musiker. Under 1950-talet satte hon sig grundligt in i den frihetliga socialismens historia och gav i slutet av decenniet ut sin första bok, en biografi över den franske anarkisten Pierre-Joseph Proudhon.
1962 reste Gröndahl för första gången till Spanien där den frihetligt socialistiska rörelsen var starkt förankrad i arbetarklassen. Hon blev med tiden en viktig kontaktperson mellan svenska SAC och den spanska rörelsen. Under 1970-talet försörjde hon sig huvudsakligen som frilansande översättare (hon hade redan under en tioårsperiod 1945–1955 varit verksam i yrket ). Bland översättningarna under denna senare period märks Sexualitetens historia av Michel Foucault. Hon översatte också sex av de åtta böcker av Marie Cardinal som utkom på svenska, liksom merparten av de vuxenseriealbum av Claire Bretecher som gavs ut i Sverige under 1980-talet.
Hon gifte sig 1936 med Gustav Gröndahl (1907–1991), son till gjutaren Gustaf Gröndahl och Tora Andersson. De fick barnen Birgitta (född 1942), Ulla (född 1945) och Anna Karin (född 1950).

## Översättningar (urval)
- Willy Corsari: Den andra kvinnan (Een gast in uw huis) (Hökerberg, 1945)
- Philip Larkin: Sommar blir vinter (A girl in winter) (Hökerberg, 1947)
- Ramon J. Sender: Fallet Sabino (El lugar de un hombre) (Federativ, 1965)
- Daniel Guérin: Anarkismen : från lära till handling (L'anarchisme) (PAN/Norstedt, 1970)
- César M. Lorenzo: Syndikalismen vid makten: spansk anarkosyndikalism före, under och efter inbördeskriget 1936-39 (Les anarchists espagnols et le pouvoir) (Federativ, 1972)
- Michel Foucault: Sexualitetens historia (La volonté de savoir) (Gidlund, 1980)
- Michail Bakunin: Centralism eller självförvaltning? (översatt tillsammans med Gunnar Gällmo) (Federativ, 1980)
- André Gorz: Kritik av det ekonomiska förnuftet (Métamorphoses du travail) (Alfabeta, 1990)
- Claire Bretécher: De frustrerade 1-5 (Les Frustrés 1-5) (Hammarström & Åberg, 1980-1984)